# Gene Stratton-Porter

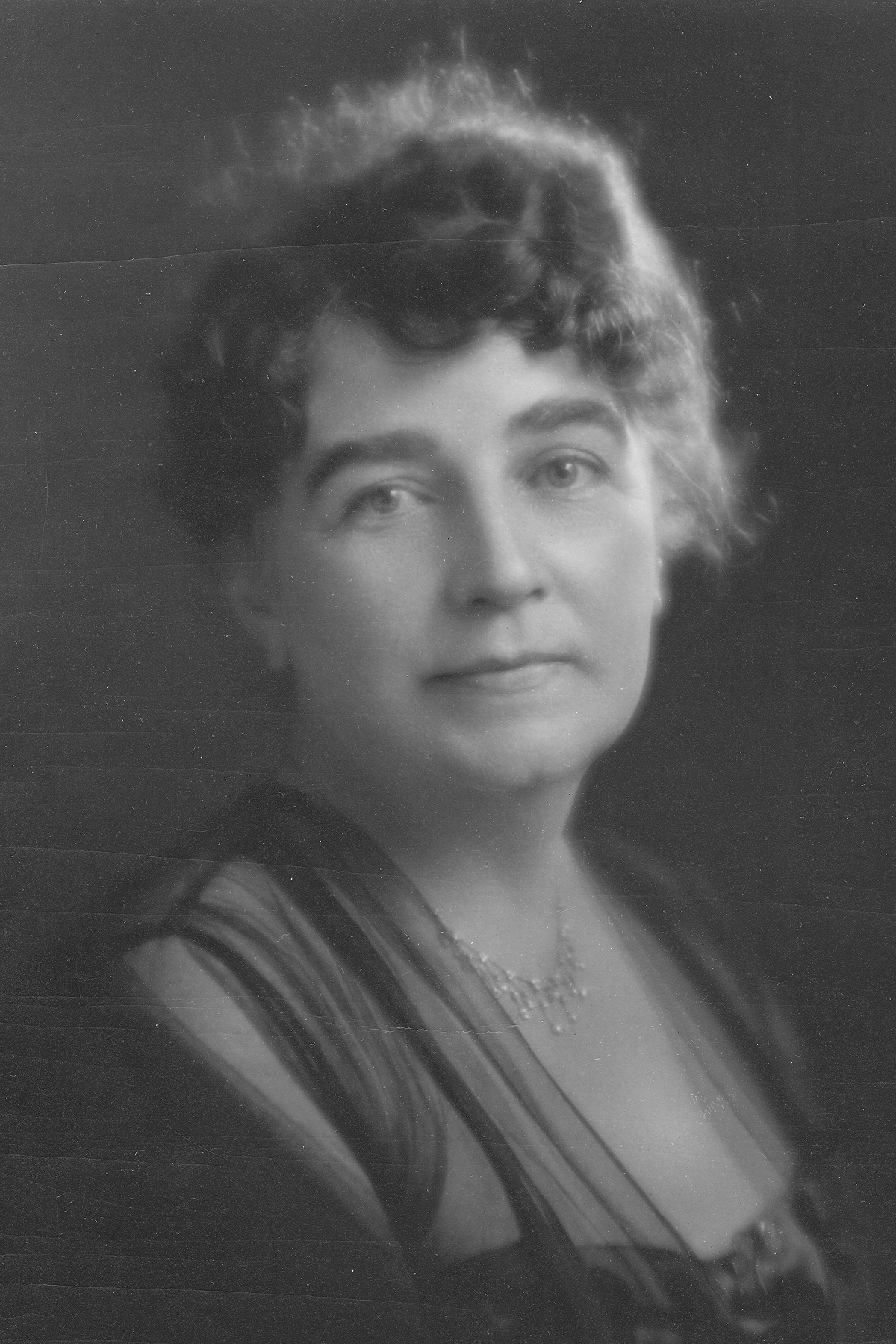
Gene Stratton-Porter (undatiert)

Gene Stratton-Porter (* 17. August 1863 nahe Lagro, Wabash County, Indiana, als Geneva Grace Stratton; † 6. Dezember 1924 in Los Angeles) war eine US-amerikanische Schriftstellerin, Naturkundlerin und Fotografin. Im frühen 20. Jahrhundert gehörte sie zu den populärsten Schriftstellern der Vereinigten Staaten.

## Leben und Werk
Gene Stratton wurde 1863 auf einer kleinen Farm nahe Lagro im ländlichen Teil des Wabash County in Indiana geboren. Sie war das jüngste von zwölf Kindern eines wohlhabenden Bauerns und methodistischen Predigers und wurde auf den Namen Geneva Grace Stratton getauft, den sie später zu „Gene“ verkürzte. Von ihren Geschwistern im Lesen und Schreiben ausgebildet, besuchte sie in ihrer Kindheit verschiedene Schulen auf dem Land und entwickelte parallel ein Interesse an der Natur; ermutigt durch ihren Vater begann sie, Vogelfedern, Motten, Schmetterlinge und Relikte der Native Americans zu sammeln. Nach dem Tod ihrer Mutter kurz vor Genes 12. Geburtstag zog die Familie nach Wabash, der Hauptstadt des Wabash County. Dort besuchte sie eine lokale Schule, die sie kurz vor ihrem Schulabschluss wegen schlechter Noten und einem familiären Konflikt vorzeitig beendete. Einige Monate später traf sie den zwölf Jahre älteren Apotheker Charles Dorwin Porter, den sie 1886 heiratete. Daraufhin nahm sie den Namen Gene Stratton-Porter an. Kurz nach der Heirat zog das Ehepaar zunächst nach Decatur ehe sich die junge Familie 1888 in Geneva niederließ. In der Zwischenzeit war 1887 eine Tochter zur Welt gekommen.
Auf dem Anwesen der Porters in Geneva wurde nach einiger Zeit Öl entdeckt, was der Familie einigen finanziellen Spielraum verschaffte. Aus diesem Grund ließ sich Stratton-Porter eine Holzhütte am Rande des Limberlost Swamp, eines lokalen Sumpfgebietes, bauen, um dort naturkundliche Studien betreiben zu können. Auf Anregung ihres Ehemannes lernte sie die Technik der Fotografie und begann, Motten und Vögel abzulichten. Bald veröffentlichte sie ihre Werke, zunächst im Magazin Recreation. Später wurde sie vom Magazin Outing fest unter Vertrag genommen und fungierte als fotografietechnische Beraterin für das Magazin National Geographic. Nach einiger Zeit begann sie zudem, Kurzgeschichten zu schreiben und zu publizieren. Ihr Debüt als Autorin gab sie im Jahr 1901 im Magazin Metropolitan. Zwei Jahre später folgte mit The Song of the Cardinal ihr Debütroman. 1904 gelang ihr schließlich mit Freckles ein immenser Publikumserfolg, der ihren guten Ruf als Schriftstellerin begründete. Das Buch handelte von einem behinderten Waisenkind, der den Limberlost Swamp gegen Wilddiebe verteidigt und für seine harte und ehrliche Arbeit belohnt wird, als er entdeckt, dass er der Erbe eines irischen Aristokraten ist. 1909 veröffentlichte sie mit A Girl of the Limberlost einen Roman mit ähnlicher Handlung, die aber auf einer weiblichen Protagonistin ruht.
Wie für Stratton-Porter schließlich typisch kombinierten Freckles und A Girl of the Limberlost naturkundliche Elemente mit einer romantischen und moralisierenden Handlung. Offen vertrat sie die Meinung, dass Literatur durch die Vermittlung von Idealen welt- und charakterverbessernd wirken solle; Stratton-Porter selbst betonte so beispielsweise Werte wie den rechten Glauben, Anstand und Reinlichkeit und wollte Wertschätzung für Bildung und Schönheit vermitteln. Auch spätere Romane wie The Harvester (1911), der städtische Jugendliche zu einem Umzug aufs Land anregen sollte, und Laddie (1913) über ihre eigene Kindheit vertraten solche Werte. Parallel veröffentlichte sie einige naturkundliche Sachbücher, die zwar keine neuen Beiträge zur Naturforschung lieferten, dafür aber mit vielen Illustrationen der breiten Massen ein Grundwissen über die Natur vermittelten. Wenngleich das erste dieser Bücher, What I Have Done with Birds (1907), noch wenig Erfolg hatte, folgten sechs weitere Bücher, die nicht zuletzt von US-Präsident Theodore Roosevelt – ein Pionier des Naturschutzes – gelobt wurden.
1913 wurde der Limberlost Swamp auf dem Anwesen des Ehepaars trockengelegt, worauf Stratton-Porter und ihr Ehemann an den Ufer des Sylvan Lake bei Rome City im Noble County zogen. Auch dort ließ sie sich eine gesonderte Holzhütte errichten. Nach einer Reise nach Kalifornien 1919 entschied sie sich schließlich, sich in Los Angeles niederzulassen. Wenngleich sie allzu soziologische Romane stets ablehnte, begann Porter in diesen Jahren, vermehrt gesellschaftlich-politische Themen in ihren Werken zu verarbeiten. Michael O’Halloran (1915) drehte sich um das Leben in den Elendsvierteln der US-amerikanischen Industriestädte, A Daughter of the Land (1918) behandelte den Kampf um gleiche Rechte für Landbesitzerinnen und in Her Father’s Daughter (1921) sprach sie sich implizit gegen eine weitere Einwanderung japanischer Amerikaner aus. 1922 und 1923 folgten zwei Poems, ehe sie mit White Flag (1923) ihren einzigen realistischen Roman publizierte. Zudem verfasste sie einige Editorials für McCall’s, in denen sie sich für das Recht der Frau starkmachte, eine eigene Karriere zu planen und durchlaufen zu können. Parallel gründete sie mit der Gene Stratton Porter Productions eine eigene Filmgesellschaft, da sie frühere Verfilmungen ihrer beliebten Romane enttäuscht zurückgelassen hatten.
Stratton-Parter kam Ende 1924 im Alter von 61 Jahren in Los Angeles bei einem Verkehrsunfall ums Leben. Mit über zehn Millionen verkauften Büchern gehörte sie zum Zeitpunkt ihres Todes zu den beliebtesten US-Schriftstellern und den erfolgreichsten Schriftstellerinnen ihrer Zeit. Ihre Tochter Jeannette Porter Meehan veröffentlichte 1928 eine Biografie ihrer Mutter. Beide ihrer Holzhütten, jene am Limberlost Swamp und jene am Sylvan Lake, stehen heute als Teil des National Register of Historic Places unter Denkmalschutz.

## Veröffentlichungen
Romane
- The Song the Cardinal: A Love Story. Illustriert mit Fotografien der Autorin. Bobbs-Merrill, Indianapolis 1903.
- Freckles. Illiustriert von Earl Steton Crawford. Grosset & Dunlap, New York 1904.
  - Füchslein. Übersetzt von Florence Maud von Conring. Drei Masken Verlag, München 1926.
- At the Foot of the Rainbow. Illustriert von Oliver Kemp und Ralph Fletcher Seymour. Grosset & Dunlap, New York 1907.
- A Girl of the Limberlost. Illustriert von Władysław T. Benda. Grosset & Dunlap, New York 1909.
- The Harvester. Illustriert von William Leroy Jacobs. Doubleday, Garden City 1911.
- Laddie: A True Blue Story. Illustriert von Herman Pfeifer. Doubleday Page, Garden City 1913.
- Michael O’Halloran. Illustriert von Frances Rogers. Doubleday Page, Garden City 1915.
- A Daughter of the Land. Illustriert von Frances Rogers. Doubleday Page, Garden City 1918.
- Her Father’s Daughter. Illustriert von Dudley Gloyne Summers. Doubleday Page, Garden City 1921.
- White Flag. Illustriert von Lester Ralph. Doubleday Page, Garden City 1923.
- The Keeper of the Bees. Illustriert von Gordon Grant. Grosset & Dunlap, New York 1925.
- The Magic Garden. Illustriert von Lee Thayer. Grosset & Dunlap, New York 1927.

Sachliteratur
- What I Have Done with Birds: Character Studies of Native American Birds which, through Friendly Advances, I Induced to Pose for Me, or Succeeded in Photographing by Good Fortune, with the Story of My Experiences in Obtaining Their Pictures. Bobbs-Merrill, Indianapolis 1907. Neuaufgelegt 1917 bei Doubleday Page unter dem Titel Frieds in Feathers.
- Birds of the Bible: With Complete Illustration. Jennings and Graham, Cleveland 1909.
- Music of the Wild: With Reproductions of the Performers, Their Instruments and Festival Halls. Jennings and Graham, Cleveland 1910.
- Moths of the Limberlost: With Water Color and Photographic Illustrations from Life. Doubleday Page, Garden City 1912.
- Homing with the Birds: The History of a Lifetime of Personal Experience with the Birds. Doubleday Page, Garden City 1920.
- Wings. Garden City Publishing, Garden City 1924.
- Tales You Won’t Believe. Illustriert mit Fotografien. Doubleday Page, Garden City 1925.
- Let Us Highly Resolve. Doubleday Page, Garden City 1927.

Lyrik
- The Fire Bird. Illustriert von Gordon Grant und Lee Thayer. Doubleday Page, Garden City 1922.
- Jesus of the Emerald. Illustriert von Edward Everett Winchell. Doubleday Page, Garden City 1923.

Kinderliteratur
- After the Flood. Bobbs-Merrill, Indianapolis 1911.
- Morning Face: With Illustrations. Doubleday Page, Garden City 1916.

Werksausgaben
- Mary DeJong Obuchowski (Hrsg.): Field o’ My Dreams: The Collected Poems of Gene Stratton-Porter. Kent State University Press, Kent 2007. ISBN 978-0-87338-902-0.
- Sydney Landon Plum (Hrsg.): Coming Through the Swamp: The Nature Writings of Gene Stratton Porter. University of Utah Press, Salt Lake City 1996. ISBN 0-87480-498-1.
- Wonder, Hope, Love, and Loss: The Selected Novels of Gene Stratton-Porter. Mit einem Vorwort von Scott Russell Sanders. Sky Pony Press, New York 2015. ISBN 978-1-63220-320-5.